# Abominável
Abominable (bra/prt: Abominável) é um filme de animação e aventura produzida por DreamWorks Animation e Pearl Studio. Foi escrito e dirigido por Jill Culton e Karey Kirkpatrick e codirigido por Todd Wilderman e Tim Johnson, e contou com as vozes de Chloe Bennet, Albert Tsai, Tenzing Norgay Trainor, Eddie Izzard, Sarah Paulson, Tsai Chin, Michelle Wong e Danny Trejo. O filme foi lançado nos Estados Unidos em 27 de setembro de 2019 por Universal Pictures.

## Elenco
- Chloe Bennet como Yi
- Albert Tsai como Peng
- Tenzing Norgay Trainor como Jin
- Eddie Izzard como Burnish
- Sarah Paulson como Dra. Zara
- Tsai Chin como Nai Nai
- Michelle Wong como Mãe de Yi
- Danny Trejo como Everest (voz)
  - Joseph Izzo como a voz normal de Everest.

## Recepção

### Bilheteria
Abominable arrecadou US$ 61,3 milhões nos Estados Unidos e Canadá, e US$ 129 milhões em outros territórios, totalizando US$ 190,3 milhões em todo o mundo, contra um orçamento de produção de US$ 75 milhões.

### Repsosta da crítica
No site agregador de críticas Rotten Tomatoes, 82% das 171 resenhas dos críticos são positivas, com uma classificação média de 6,7/10. O consenso do site diz: "Trabalhando com ingredientes reconhecidamente familiares, Abominable oferece ao público uma aventura lindamente animada e envolvente que toda a família pode desfrutar." O Metacritic, que usa uma média ponderada, atribuiu ao filme uma pontuação de 61 em 100, baseado em 28 críticos, indicando críticas "geralmente favoráveis". O público pesquisado pelo CinemaScore deu ao filme uma nota média de "A" em uma escala de A+ a F, enquanto o do PostTrak deu uma média de 4 em 5 estrelas.